# Rémuzat
Rémuzat est une commune française située dans le département de la Drôme, en région Auvergne-Rhône-Alpes.

## Géographie

### Localisation
Rémuzat est située en Drôme provençale à 24 km à l'est de Nyons et à 9 km au sud de La Motte-Chalancon.

### Relief et géologie
Relief préalpin.
Sites particuliers :
- col de Curnier ;
- pas de l'Eygues ;
- rocher Caillat ;
- rocher de l'Abîme ;
- rocher de l'Abrot ;
- rocher de la Lauze ;
- rocher de la Piche ;
- rocher de Saint-Auban ;
- rocher des Aulagneries ;
- rocher du Banc ;
- rocher du Lierre ;
- rocher Long ;
- rocher Rouge ;
- Serre du Loup.

### Hydrographie
La commune est arrosée par les cours d'eau suivants :
- le Rif ;
- le Soubeyrand ;
- l'Eygues ;
- l'Oule ;
- le ravin de Clarisane ;
- le ravin de Coucourdier ;
- le ravin de la Charbonnière.

### Climat
Pour des articles plus généraux, voir Climat d'Auvergne-Rhône-Alpes et Climat de la Drôme.
En 2010, le climat de la commune est de type climat méditerranéen altéré, selon une étude du Centre national de la recherche scientifique s'appuyant sur une série de données couvrant la période 1971-2000. En 2020, Météo-France publie une typologie des climats de la France métropolitaine dans laquelle la commune est exposée à un climat de montagne ou de marges de montagne et est dans la région climatique  Alpes du sud, caractérisée par une pluviométrie annuelle de 850 à 1 000 mm, minimale en été. 
Pour la période 1971-2000, la température annuelle moyenne est de 11,7 °C, avec une amplitude thermique annuelle de 17 °C. Le cumul annuel moyen de précipitations est de 928 mm, avec 7,5 jours de précipitations en janvier et 4,6 jours en juillet. Pour la période 1991-2020, la température moyenne annuelle observée sur la station météorologique installée sur la commune est de 11,9 °C et le cumul annuel moyen de précipitations est de 889,2 mm,. Pour l'avenir, les paramètres climatiques de la commune estimés pour 2050 selon différents scénarios d'émission de gaz à effet de serre sont consultables sur un site dédié publié par Météo-France en novembre 2022.
| Mois                                  | jan.           | fév.           | mars            | avril           | mai           | juin         | jui.          | août           | sep.            | oct.            | nov.             | déc.           | année      |
| ------------------------------------- | -------------- | -------------- | --------------- | --------------- | ------------- | ------------ | ------------- | -------------- | --------------- | --------------- | ---------------- | -------------- | ---------- |
| Température minimale moyenne (°C)     | −1,9           | −2             | 0,6             | 3,7             | 7,5           | 10,9         | 12,8          | 12,4           | 9,1             | 6,2             | 1,9              | −1,3           | 5          |
| Température moyenne (°C)              | 3,7            | 4,5            | 7,8             | 10,9            | 14,8          | 18,7         | 21,1          | 20,8           | 16,5            | 12,7            | 7,6              | 4              | 11,9       |
| Température maximale moyenne (°C)     | 9,4            | 10,9           | 15              | 18              | 22,1          | 26,5         | 29,3          | 29,1           | 23,9            | 19,3            | 13,3             | 9,4            | 18,9       |
| Record de froid (°C) date du record   | −14,5 12.01.10 | −16,2 05.02.12 | −14,6 02.03.05  | −5,2 05.04.1996 | −2 07.05.19   | 3,3 11.06.05 | 4,1 17.07.00  | 3,7 30.08.1998 | −0,9 29.09.1993 | −5,6 31.10.1997 | −11,7 23.11.1998 | −16,8 18.12.10 | −16,8 2010 |
| Record de chaleur (°C) date du record | 20,9 10.01.15  | 23,8 27.02.19  | 26,4 18.03.1993 | 29,1 09.04.11   | 33,3 24.05.09 | 40 28.06.19  | 37,9 22.07.19 | 39,9 12.08.03  | 33,8 03.09.05   | 29,4 02.10.11   | 23,4 10.11.15    | 18,6 19.12.14  | 40 2019    |
| Précipitations (mm)                   | 70,5           | 52,3           | 57,8            | 80,3            | 76,8          | 51,5         | 44,5          | 57             | 100,5           | 112             | 113,9            | 72,1           | 889,2      |

## Urbanisme

### Typologie
Au 1er janvier 2024, Rémuzat est catégorisée commune rurale à habitat dispersé, selon la nouvelle grille communale de densité à 7 niveaux définie par l'Insee en 2022.
Elle est située hors unité urbaine et hors attraction des villes,.

### Occupation des sols
L'occupation des sols de la commune, telle qu'elle ressort de la base de données européenne d’occupation biophysique des sols Corine Land Cover (CLC), est marquée par l'importance des forêts et milieux semi-naturels (69 % en 2018), une proportion sensiblement équivalente à celle de 1990 (69,5 %). La répartition détaillée en 2018 est la suivante : milieux à végétation arbustive et/ou herbacée (43,5 %), zones agricoles hétérogènes (28,9 %), forêts (23,9 %), terres arables (2,1 %), espaces ouverts, sans ou avec peu de végétation (1,5 %). L'évolution de l’occupation des sols de la commune et de ses infrastructures peut être observée sur les différentes représentations cartographiques du territoire : la carte de Cassini (XVIIIe siècle), la carte d'état-major (1820-1866) et les cartes ou photos aériennes de l'IGN pour la période actuelle (1950 à aujourd'hui).

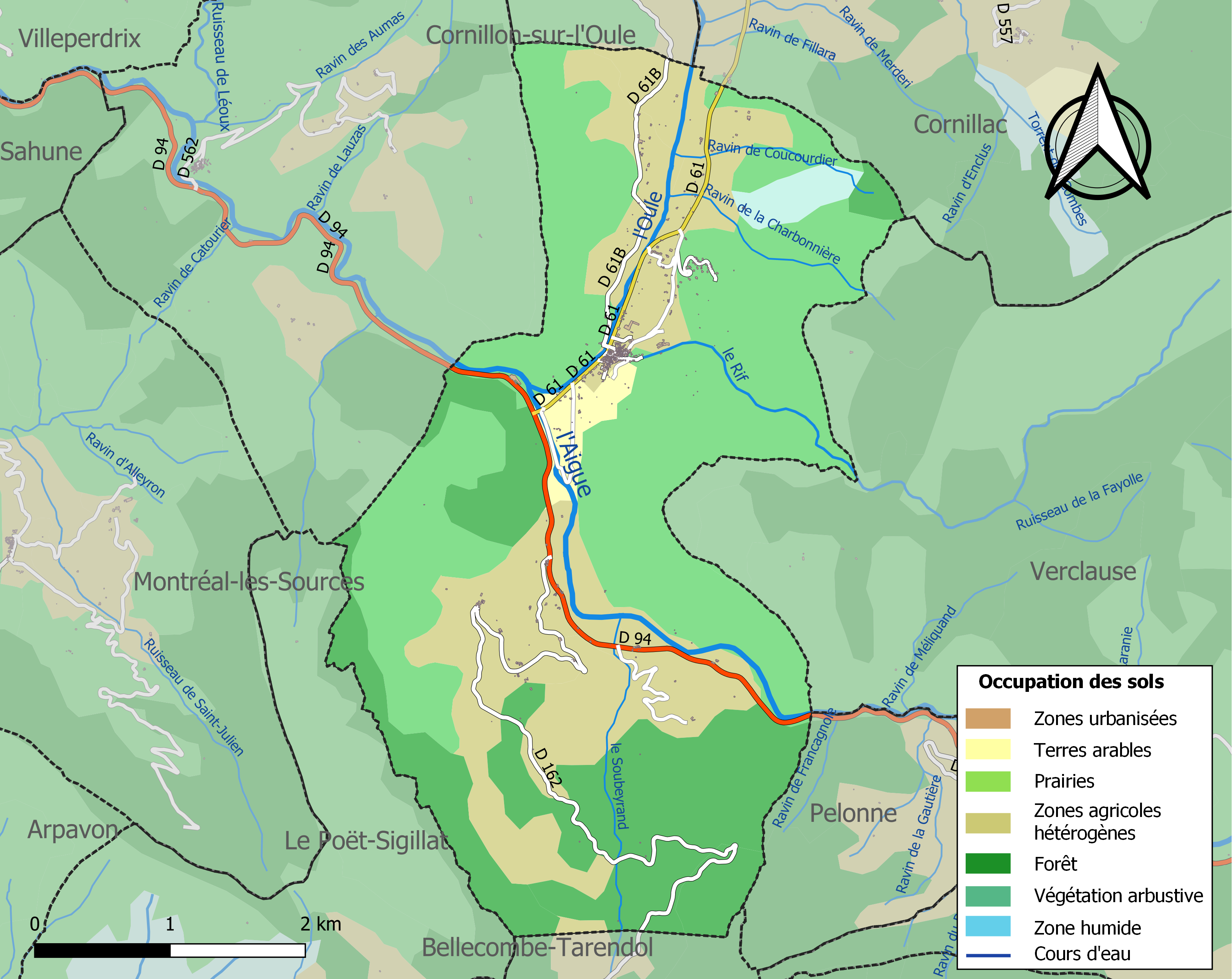
Carte des infrastructures et de l'occupation des sols de la commune en 2018 (CLC).

### Morphologie urbaine

#### Quartiers, hameaux et lieux-dits
Site Géoportail (carte IGN) :
- Baravier ;
- Béatrix ;
- Chapelle Saint-Michel ;
- Coucourdier ;
- Escoucoussieux ;
- Ferme de Saint-Auban ;
- Ferme de Saint-Pierre ;
- Forêt Domaniale de l'Eygues ;
- la Casse ;
- la Combe ;
- la Combe du Fau ;
- la Croix ;
- la Crotte ;
- la Guindonnière ;
- la Jonche ;
- la Pause ;
- la Perrière ;
- la Rourie ;
- le Chambon ;
- le Clos du Prieur ;
- le Mas ;
- le Rafour ;
- les Adrets ;
- les Aires ;
- les Blaches ;
- les Combaux ;
- les Faysses ;
- les Graves ;
- les Mouillères ;
- les Olivières ;
- l'Espinasse ;
- l'Homme Mort ;
- Petit Montrond ;
- Plantard Mort ;
- Ponçon ;
- Riable ;
- Rouseyras ;
- Viaras.

## Toponymie

### Attestations anciennes
Dictionnaire topographique du département de la Drôme :
- 1251 : Remusa, Remusatum et castrum de Remusaco (cartulaire de l'Île-Barbe) ;
- 1262 : castrum Remusati (cartulaire de l'Île-Barbe) ;
- 1259 : Ramusatum (inventaire des dauphins, 269) ;
- 1269 : castrum Ramusati (inventaire des dauphins, 218) ;
- 1334 : Remusacum (inventaire des dauphins, 219) ;
- XIVe siècle : mention de la paroisse : capella de Remisaco (pouillé de Die) ;
- 1449 : mention de la paroisse : cura de Remusaco (pouillé gén.) ;
- 1519 : mention du prieuré : prioratus de Remusaco (rôle de décimes) ;
- 1576 : Remusac (rôle de décimes) ;
- 1891 : Remuzat, chef-lieu de canton de l'arrondissement de Nyons.

(non daté)[réf. souhaitée] : Rémuzat.

### Étymologie
Peut-être l'anthroponyme gallo-romain *Remutius (non attesté), formé à partir du nom de personne gaulois Remos, suivi du suffixe -acum, devenu généralement la terminaison -ac dans la région (voir Cornillac).

## Histoire
Pour un article plus général, voir Histoire de la Drôme.

### Préhistoire
Âge du bronze : sépultures et de pointes de lance.

### Antiquité: les Gallo-romains
La table d'autel de la chapelle chrétienne est taillée dans un bloc d'architrave gallo-romaine présentant une frise de rinceaux corinthiens.
Dans le quartier Saint-Auban, à deux kilomètres au nord de l'ancien village sur la même rive, ont été trouvés des monnaies impériales, une ampoule de verre irisée, à col allongé, appartenant à un type courant aux Ier siècle et IIe siècle, une plaque de porphyre vert antique et de nombreuses tegulae.
En 1935, un habitant du pays a trouvé, sur le même site, un petit ustensile en or se composant d'un couteau long de 11 cm et d'une petite spatule de 8 cm, suspendus par un œillet à un anneau. Acheté par l'abbé Van Damme, il a été identifié par H. Desaye, conservateur du musée de Die où il est aujourd'hui conservé, comme un instrument de toilette de l'époque romaine provenant vraisemblablement d'une sépulture.
L'existence d'une villa romaine et même d'un petit sanctuaire païen à cet endroit, près d'une source abondante, d'où proviendrait le bloc d'architrave gallo-romain dans lequel la table d'autel de la chapelle chrétienne a été taillée, semble probable à l'abbé Van Damme.

### Du Moyen Âge à la Révolution
Au haut Moyen Âge, Rémuzat est dans la dépendance de l’abbaye de Bodon, fondée au début du VIe siècle par Jean, évêque de Sisteron et dont saint Marius, compagnon de Donat du Val fut le premier abbé.
Détruite au  VIIIe siècle, l'abbaye de Bodon passe sous l'autorité de la puissante abbaye lyonnaise de l’Île Barbe qui est à la tête d’un très important domaine à la fois religieux et temporel (de nombreux seigneurs rendent hommage à l’abbé de Île Barbe pour des domaines parfois importants).
Selon l’abbé Van Damme, c’est à l’influence de l’abbaye que l’on doit le nombre important de petites chapelles aujourd’hui disparues que comptait alors la commune : Saint-Auban, Saint-Quenin, Saint-Pierre de Soubeyran et Langoustier à la Combe de Rémuzat.
Aux XIIe et XIIIe siècles, le Val d’Oule (Vallis Olle), dont fait partie Rémuzat et qui comprend Cornillon, Cornillac, St-May, Lemps, Pommerol et La Charce, appartient à la puissante Famille de Mévouillon. Les Mévouillon inféodent en 1261 leur part aux Rosans et aux Cornilhan, puis en 1304 aux Artaud d'Aix, remplacés en 1380 par les Grolée-Mévouillon.
Les barons de Mévouillon, devenus seigneurs du Val d’Oule sont vassaux de l’abbé de l'Île Barbe, représenté par le prieur de Saint-May. Raymond de Mévouillon lui rend hommage en 1251 pour le château de Remusa, hommage renouvelé en 1293 et 1305.
Une date importante pour Rémuzat est le 5 novembre 1305, quand le baron de Mévouillon endetté vend au comte de Provence, roi de Naples et de Sicile, Charles II d'Anjou, les fiefs et châteaux du Val d’Oule.
Le Val d’Oule devient une châtellenie dont le chef-lieu est Cornillon et va constituer une enclave provençale en Dauphiné lorsque les baronnies de Mévouillon et de Montauban sont acquises en 1314 et 1317 par le dauphin Humbert Ier de Viennois.
De 1305 jusqu’en 1790, Rémuzat dépend donc de la Provence et de ses institutions administratives : chambre des comptes puis parlement d’Aix, intendance de Provence et viguerie de Sisteron.
Le comte de Provence, d’après un état des biens de la claverie du Val, détient à Rémuzat, de 1329 à 1345, la haute seigneurie, la moitié du fournage et des revenus du moulin, la moitié du péage du col de Soubeiran, la moitié des amendes, ainsi que 15 maisons en toute propriété et 28 en communauté avec le prieur de Saint-May. Le  Val d'Oule est inféodé à différents seigneurs : les d’Agoult, puis les Grolée-Mévouillon, enfin en 1615 les La Tour-Gouvernet (René de La Tour du Pin Gouvernet), le prieur de Saint-May conservant ses droits seigneuriaux.
En 1729, par exemple, le prieur de Saint-May possède la moitié de Rémuzat en pariage avec un La Tour Gouvernet, marquis de La Charce, et « a comme lui ses juge, châtelain, greffier et procureur d’office, exerçant à tour de rôle leurs fonctions chacun pendant une année. »
Avant 1790, Rémuzat était une communauté du ressort du parlement et de l'intendance d'Aix, viguerie et recette de Sisteron.

Elle formait une paroisse du diocèse de Die dont l'église, dédiée à saint Michel, était celle d'un prieuré de bénédictins (de la filiation de l'Île-Barbe) qui fut uni au prieuré de Saint-May vers la fin du XVIe siècle. Le titulaire de ce prieuré a été, de ce chef, collateur et décimateur dans la paroisse de Rémuzat jusqu'à la Révolution.

### De la Révolution à nos jours
L'Assemblée Nationale décrète en juillet 1790 le rattachement de Rémuzat au nouveau département de la Drôme créé le 5 mars 1790, d'abord comme chef-lieu d'un canton du district de Buis-les-Baronnies, avec les municipalités de la Charce, Cornillac, Cornillon, la Fare-et-Lemps, Montferrand, Pommerol, Rémuzat et Verclause, puis, après la réorganisation de l'an VIII (1799-1800), attaché à l'arrondissement de Nyons avec les communes de Chauvac, Laux-Montaux, Montréal, Pelonne, le Poët-Sigillat, Roussieux, Sahune et Saint-May.

## Politique et administration

### Liste des maires
| Période | Période  | Identité           | Étiquette | Qualité       |
| ------- | -------- | ------------------ | --------- | ------------- |
| 1965    | 1971     | Louis Latil        | DVD       |               |
| 1971    | 1977     | Louis Latil        |           | maire sortant |
| 1977    | 1983     | Louis Latil        |           | maire sortant |
| 1983    | 1989     | Louis Latil        |           | maire sortant |
| 1989    | 1995     | Louis Latil        |           | maire sortant |
| 1995    | 2001     | Philippe Puvilland | DVD       |               |
| 2001    | 2008     | Philippe Puvilland |           | maire sortant |
| 2008    | 2014     | Bernard Bailly     | DVG       | cadre         |
| 2014    | 2020     | Bernard Bailly     |           | maire sortant |
| 2020    | en cours | Olivier Salin      | LR        |               |

### Politique environnementale
La commune ne fait pas partie du Parc naturel régional des Baronnies provençales créé en 2014, bien que située dans son périmètre[réf. souhaitée].

## Population et société

### Démographie
L'évolution du nombre d'habitants est connue à travers les recensements de la population effectués dans la commune depuis 1793. Pour les communes de moins de 10 000 habitants, une enquête de recensement portant sur toute la population est réalisée tous les cinq ans, les populations de référence des années intermédiaires étant quant à elles estimées par interpolation ou extrapolation. Pour la commune, le premier recensement exhaustif entrant dans le cadre du nouveau dispositif a été réalisé en 2008.

En 2022, la commune comptait 317 habitants, en évolution de −9,94 % par rapport à 2016 (Drôme : +2,64 %, France hors Mayotte : +2,11 %).
| 1793 | 1800 | 1806 | 1821 | 1831 | 1836 | 1841 | 1846 | 1851 |
| ---- | ---- | ---- | ---- | ---- | ---- | ---- | ---- | ---- |
| 600  | 514  | 616  | 655  | 688  | 697  | 681  | 715  | 732  |

| 1856 | 1861 | 1866 | 1872 | 1876 | 1881 | 1886 | 1891 | 1896 |
| ---- | ---- | ---- | ---- | ---- | ---- | ---- | ---- | ---- |
| 706  | 725  | 680  | 641  | 641  | 616  | 595  | 550  | 555  |

| 1901 | 1906 | 1911 | 1921 | 1926 | 1931 | 1936 | 1946 | 1954 |
| ---- | ---- | ---- | ---- | ---- | ---- | ---- | ---- | ---- |
| 507  | 528  | 517  | 507  | 430  | 421  | 404  | 337  | 317  |

| 1962 | 1968 | 1975 | 1982 | 1990 | 1999 | 2006 | 2008 | 2013 |
| ---- | ---- | ---- | ---- | ---- | ---- | ---- | ---- | ---- |
| 288  | 301  | 332  | 364  | 364  | 283  | 309  | 317  | 332  |

| 2018 | 2022 | - | - | - | - | - | - | - |
| ---- | ---- | - | - | - | - | - | - | - |
| 334  | 317  | - | - | - | - | - | - | - |

### Enseignement
La commune est rattachée à l'académie de Grenoble.

### Manifestations culturelles et festivités
- Fête : le dimanche après le 16 août[1].
- Chaque année, la Fête des Vautours à Rémuzat et Saint-May réunit petits et grands autour de randonnées commentées, d’ateliers nature et de conférences. L’Office de Tourisme des Baronnies propose également des séjours d’observation, jumelles fournies, et organise des « nuits des vautours » pour assister aux vols nocturnes[36],[37].

### Loisirs
- Randonnées : GR de Pays Tour des Baronnies Provençales[2].

## Économie

### Agriculture
En 1992 : pruniers, truffes, ovins, caprins (Agneaux des Préalpes).
- Foire mensuelle (sauf en janvier, mai, juillet et septembre)[1].

### Tourisme
- Syndicat d'initiative (en 1992)[1].

## Culture locale et patrimoine

### Lieux et monuments

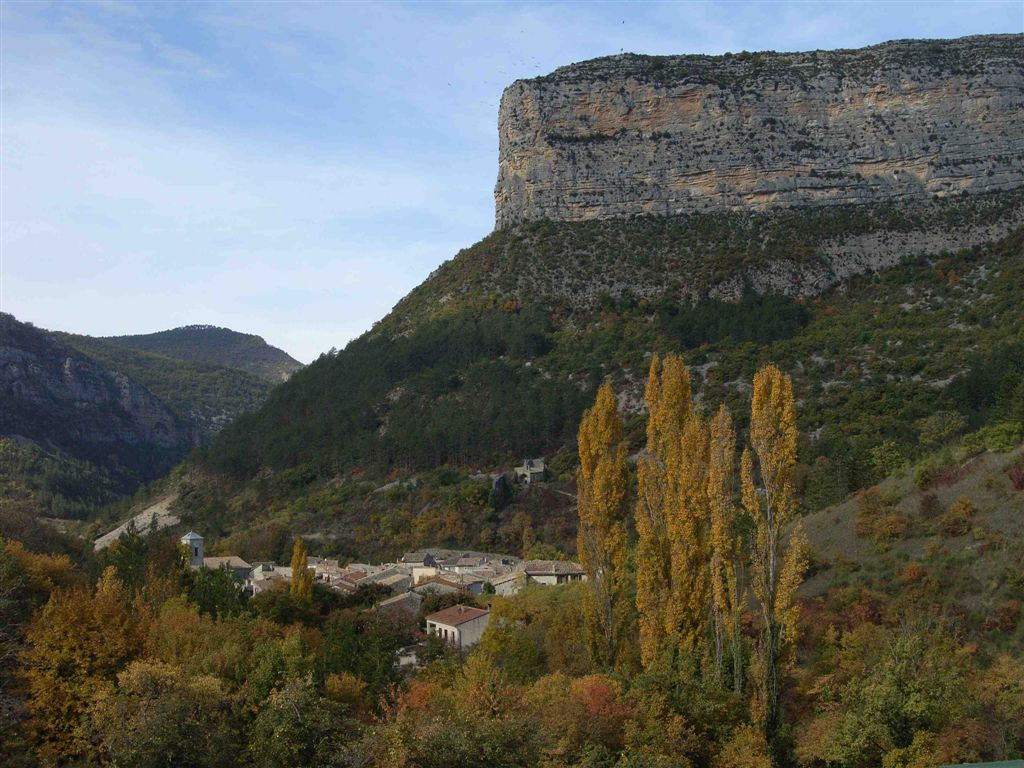
Le village de Rémuzat au pied du rocher du Caire. Sous le rocher, l'ancienne église Saint-Michel.

- Vestiges de l'ancien village : l'ancien village a été progressivement abandonné au cours de la première moitié du XVIIe siècle. Il n'en reste que la chapelle Saint-Michel et des pans de l'enceinte du bas Moyen Âge (qui valait à Rémuzat le titre de Castrum dans le cartulaire de l'Île-Barbe en 1251).
- Chapelle romane Saint-Michel (XIIIe siècle) : modeste édifice contre lequel s'appuie l'enceinte du bas Moyen Âge. Ses ornements, cloches et fonts baptismaux sont transférés en 1644 dans la nouvelle église Saint-Sébastien construite dans le village moderne. En 1754, le mur du chœur du côté de la rivière, où se trouvait encore l'ancien autel, est abattu. La voûte du choeur est épargnée, formant abri pour ceux qui auraient trouvé fermée la nef, dorénavant close par un mur neuf et « une porte de taille » qui se trouvait auparavant au nord de l'édifice[38]. L'autel actuel date de cette restauration. L'ancien autel, taillée dans un bloc d'architrave gallo-romain présentant une frise de rinceaux corinthiens et provenant sans doute du site plus ancien de Saint-Auban, deux kilomètres au nord sur la même rive de l'Oule[39], déplacé de deux ou trois mètres lors de ces travaux a servi de banc pendant au moins deux cents ans.
- Grotte de Saint-Eutrope : son nom vient d'Eutrope d'Orange, évêque d'Orange au Ve siècle. Simple anfractuosité au pied du rocher du Caire, elle pourrait avoir été, dès la préhistoire, un lieu de culte solaire : à l'aube du 24 juin, le soleil se lève très exactement à la cime de la montagne Saint-Roman où se trouve la grotte de la Baume Ecrite[40]. La grotte de Saint-Eutrope fut un lieu de pèlerinage des habitants de Rémuzat, à la suite de la guérison miraculeuse, inscrite dans le registre paroissial de 1745, d'un petit infirme, Pierre Plumel, âgé de 11 ans, monté à bras par ses parents jusqu'à la grotte[41].
- L'église Saint-Sébastien, dans le nouveau village, inaugurée en 1644, devenue trop étroite pour une population accrue, est rasée vers 1850 et remplacée à quelque distance par la vaste église actuelle dédiée à Saint-Michel. Sa décoration intérieure est un bon exemple du style sulpicien de l'époque de sa construction.
- La croix en fer forgé du Champs-de-Mars a été érigée lors de la mission paroissiale de 1863[42].

### Patrimoine naturel
- Grottes[1] : Grotte Saint-Eutrope[2].
- Géodes cristallines[1].
- Rocher du Caire (de Kʰar, racine qui signifie  « pierre ») : muraille rocheuse verticale face au village de Rémuzat, haute de 125 mètres, longue de un kilomètre, qui supporte le plateau de l'ancienne abbaye de Bodon[20].

En 1995, une colonie de neuf vautours fauves a été réimplantée, suivie en 1998 de vautours moines qui avaient pratiquement disparu de France. Depuis, le vautour percnoptère, beaucoup plus rare, y est réapparu de façon spontanée, en 2000. Il y a aujourd'hui plus de 300 individus qui s'alimentent sur une superficie de plus de 6 000 km2. Une promenade sur la crête du rocher permet d'observer ces oiseaux impressionnants et peu farouches. Leur envol pour la journée se fait entre 10 h et midi, quand l'air est suffisamment chaud pour leur permettre de prendre assez d'altitude et de partir à la recherche de carcasses, souvent à des distances importantes[réf. nécessaire].

### Personnalités liées à la commune
- Lucien Van Damme (1901-1989), né en Belgique, curé de Rémuzat pendant plus de 54 ans de 1933 à 1987. Homme érudit, botaniste et archéologue, il écrivit sur son village et l'histoire locale de nombreux articles et plusieurs publications. Il fut fait chevalier de l'Ordre des Arts et des Lettres en 1984[43]. Ses archives sont conservées aux Archives départementales de la Drôme.
- Jean Besson, (né en 1948), sénateur de la Drôme (1989-2014), conseiller général de Rémuzat (1979-2004), Chevalier de la Légion d'honneur.
- L'écrivain allemand Christoph Meckel (de) (1935-2020) a habité une partie de l'année à Rémuzat pendant plus de 30 ans.

Un de ses livres traduits en français, Un inconnu (Le Temps qu'il fait, 2007) , est consacré à son voisin et ami, cultivateur de lavande de Rémuzat, figure d'un monde paysan du siècle dernier.

### Héraldique, logotype et devise
Rémuzat porte pour armes : d'azur à une croix haussée et perronnée de trois marches d'or.